# Sint-Nicolaaskerk (Venlo)
De Sint-Nicolaaskerk, ook wel Klaaskerk genoemd, voor 1797 aangeduid als Kruisherenkerk, ligt in de wijk Genooi in de Nederlandse plaats Venlo.

## Oude kerk

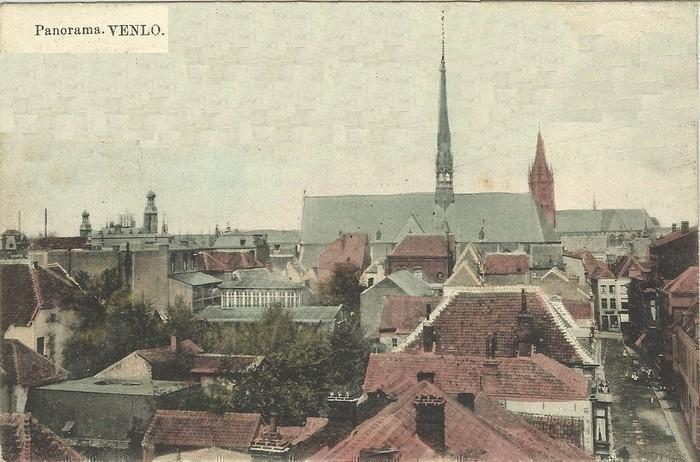
De oude Sint-Nicolaaskerk met nieuwe naaldklokkentoren

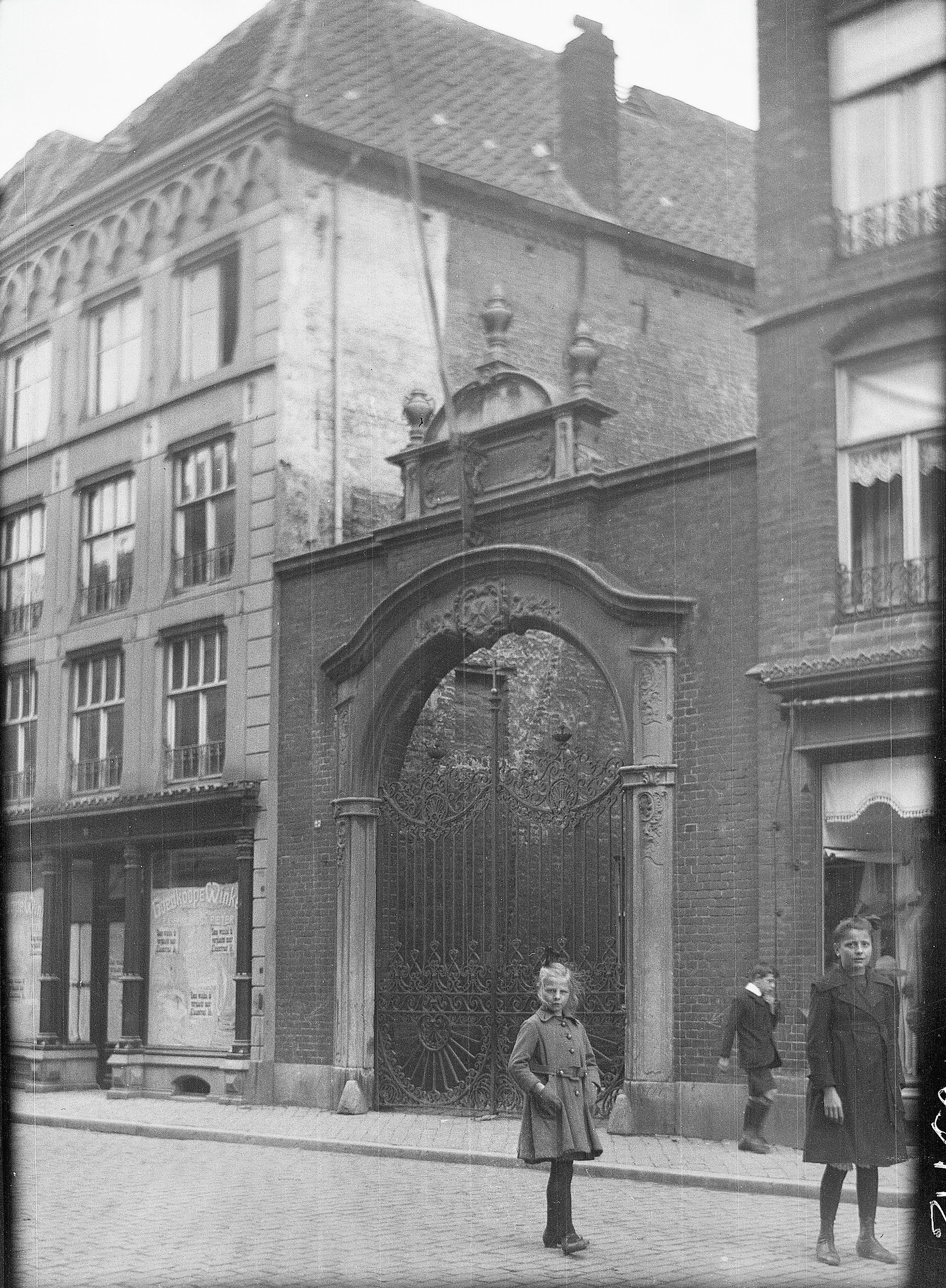
Ingang vanuit de Vleesstraat

Volgens sommige bronnen werd de oude Sint-Nicolaaskerk in 1344 gebouwd in opdracht van het Venlose schippersgilde, andere bronnen een datum precies een eeuw eerder. In 1399 kwam de aan de Klaasstraat gelegen kerk in het bezit van de Kruisheren, die de kerk verbouwden en als kapel gebruikten. Deze kruisheren hadden tevens de gehele westzijde van de Begijnengang in bezit, inclusief het Sint-Jorisgasthuis dat later plaatsmaakte voor de Sint-Joriskerk. De kerk had tevens een in gang aan de Vleesstraat. In 1634 verloren de Kruisheren de kerk aan de Hervormde gemeenschap in Venlo, maar drie jaar later kregen ze de kerk weer in bezit. In de kerk was onder meer de in Venlo geboren prior Gerardus Golt begraven.
Net als andere religieuze instanties kreeg ook de Kruisherenkerk, zoals deze ook wel genoemd werd, regelmatig schenkingen van burgers. Zo ook in bijvoorbeeld 1401, waarbij de kerk een schenking kreeg van een vierde deel van het zoutmetersambt. In 1884 krijgt de kerk eveneens een schenking van een voor die tijd behoorlijk bedrag: 2000 gulden.
De kruisheren bleven tot 1797 in Venlo, maar verlieten de stad mede door het nieuwe bewind van de Fransen. Hierna werd het gebouw in gebruik genomen als magazijn. Aan het begin van de Belgische Revolutie in 1830 werd de kerk aan de Martinusparochie geschonken, waarna ze door architect Pierre Cuypers werd gerestaureerd. In 1889 kreeg de kerk een nieuwe klokkentoren. In 1894 werd een rectoraat aan de kerk verbonden, en in 1899 ontwierp Johannes Kayser een nieuwe naaldklokkentoren die op het midden van het schip prijkte In november 1944 werd de kerk verwoest tijdens een bombardement op de Maasbrug in de Tweede Wereldoorlog.

## Noodkerk
Aanvankelijk werd in 1949 een noodkerk gebouwd in Genooi. Sinds 1929 was in deze wijk al een trappist actief als voorganger voor de overwegend arme bevolking. Na de oorlog werd besloten om in Genooi een nieuwe parochie te stichten. De door Jules Kayser ontworpen kerk was echter vanaf het begin van de parochie te klein. Deze deed dienst tot 1961 toen de nieuwe kerk werd ingewijd. De noodkerk bestaat nog steeds onder de naam Witte Kerk en is momenteel in gebruik als gemeenschapshuis.

## Huidige kerk
De nieuwe Sint-Nicolaaskerk werd op steenworp afstand van de Witte Kerk gebouwd in 1961, naar ontwerp van architect G.J. van der Grinten. Het is een rechthoekige zaalkerk met een halfvrijstaande ronde doopkapel. Door de onorthodoxe zaalindeling was toestemming van de bisschop nodig, vooral vanwege de plaats van het altaar en het tabernakel. Aanvankelijk bood de kerk plaats aan 900 kerkgangers, maar dit aantal werd in 1986 teruggebracht naar 650.
Naast de kerk staat bij de ingang een metalen klokkenstoel met drie luidklokken. Deze klokken zijn vervaardigd door Klokkengieterij Petit & Fritsen uit Aarle-Rixtel.
In 2012 heeft het kerkbestuur te kennen gegeven de kerk te willen sluiten, en op zoek te gaan naar herbestemming. In 2013 heeft men een aanvraag ingediend om de nieuwe kerk aan te merken als Rijksmonument.

## Coördinaten
- Huidige locatie 51° 22′ 60″ NB, 6° 10′ 28″ OL
- Oorspronkelijke locatie 51° 22′ 9″ NB, 6° 10′ 10″ OL
- Noodkerk 51° 22′ 60″ NB, 6° 10′ 23″ OL